# Stictoptera nigrocrista
Stictoptera nigrocrista là một loài bướm đêm trong họ Noctuidae.